# Pere Regull i Riba
Pere Regull i Riba   (Vilafranca del Penedès, 4 de juliol de 1960) és un polític català, alcalde de Vilafranca del Penedès i diputat al Parlament de Catalunya en la IX i X legislatures.

## Trajectòria política
Llicenciat en dret per la Universitat de Barcelona i monitor nacional d'atletisme. El 1979 treballà de pagès i el 1981 com a intèrpret de francès assessorant empreses i de monitor d'atletisme en escoles públiques. Del 1990 al 1992 fou secretari-interventor de comptes de l'Ajuntament de Sant Jaume dels Domenys. Militant de Convergència Democràtica de Catalunya des de 1987, fins a 1994 fou assessor jurídic de la Unió de Pagesos i Des del 1992 té un despatx d'advocat propi a Vilafranca del Penedès.
A les eleccions municipals de 2003 i 2007 fou escollit regidor a l'ajuntament de Vilafranca del Penedès. El 2009 assolí l'alcaldia de Vilafranca del Penedès mercè una moció de censura amb el suport d'ERC i la CUP. Fou reelegit a les eleccions municipals espanyoles de 2011 (aquest cop gràcies a un pacte amb el PSC) i 2015 i 2019, essent alcalde de Vilafranca del Penedès fins al juny de 2023.
Simultàniament fou elegit diputat a les eleccions al Parlament de Catalunya de 2010 i 2012. Ha estat president de la Mesa de la Comissió d'Agricultura, Ramaderia, Pesca, Alimentació i Medi Natural del Parlament de Catalunya.